# Göta Pettersson
Pour les articles homonymes, voir Pettersson.
Göta Elisabeth Pettersson, née le 18 décembre 1926 à Stockholm et morte le 9 octobre 1993 dans la même ville, est une gymnaste artistique suédoise. 

## Palmarès

### Jeux olympiques
- Helsinki 1952
  -  médaille d'or aux exercices d'ensemble avec agrès portatifs par équipes

### Championnats du monde
- Bâle 1950
  -  médaille d'or par équipes